# Fabrik-Küche

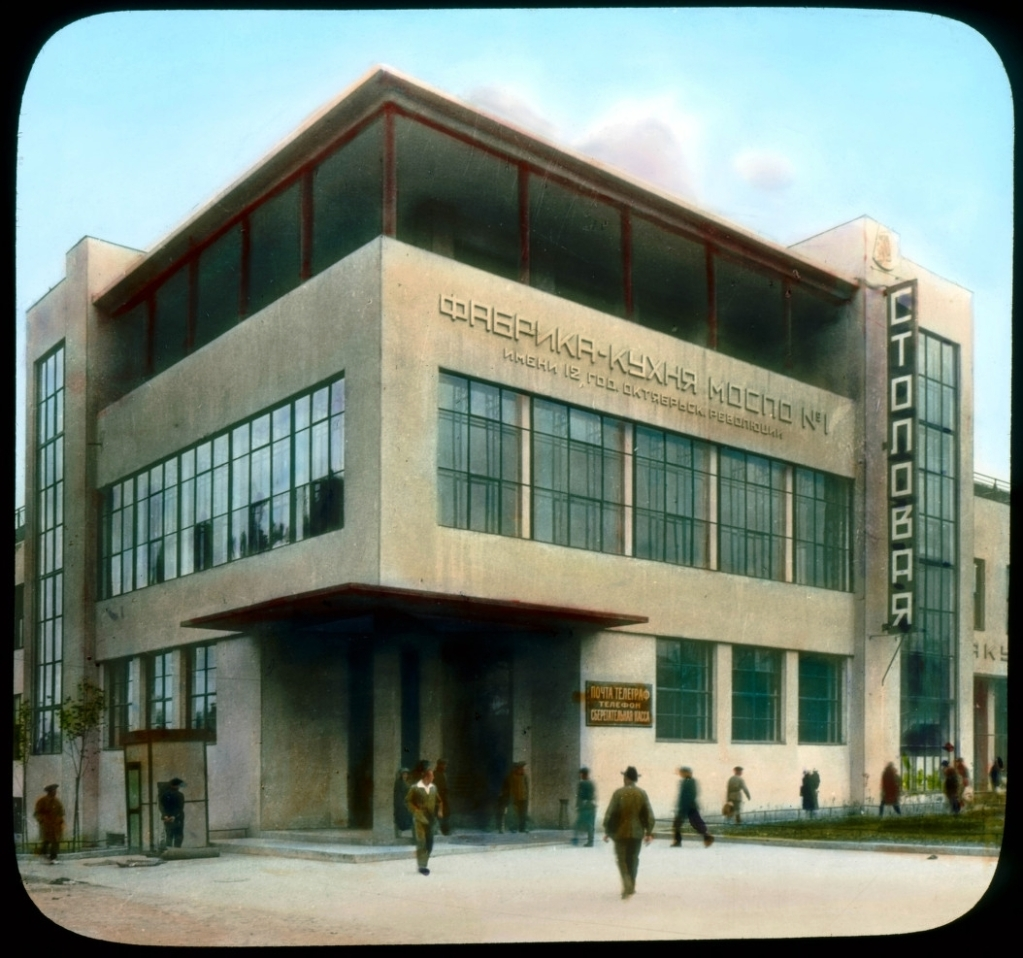
1. Fabrik-Küche in Moskau (erbaut 1927–29)

Fabrik-Küche (russisch фабрика-кухня fabrika-kuchnja) war in der Sowjetunion die Bezeichnung für große Gastronomiebetriebe, die vor allem in den 1920er- und 1930er-Jahren in mehreren Städten des Landes errichtet wurden. Ähnlich vielen anderen öffentlichen Bauten jener Zeit (wie z. B. Kulturhäusern) handelte es sich bei Fabrik-Küchen um Bauwerke des Konstruktivismus; eine Reihe von ihnen sind heute denkmalgeschützt.
Eine sowjetische Fabrik-Küche war von ihrer Funktionsweise her mit einer Großkantine vergleichbar. Ein Gebäude der Fabrik-Küche beinhaltete typischerweise groß dimensionierte Werksräume, in denen Mittagessen in einem stark mechanisierten Prozess (vergleichbar einer industriellen Fertigung, daher auch die Bezeichnung „Fabrik-Küche“) zubereitet wurde, ferner einen oder mehrere Speisesäle, Kühl- und Lagerräume, eine Garderobe, einen Werksladen (in dem man sowohl Halbfabrikate als auch Fertiggerichte zum Mitnehmen kaufen konnte) sowie Festsäle und Banketträume. Bei einigen der meist drei- bis vierstöckigen Gebäude wurde in den Sommermonaten das flache Dach ebenfalls als Speisesaal hergerichtet, sodass Besucher bei gutem Wetter im Freien speisen konnten.
Primär war das Konzept der Fabrik-Küche an die Bedürfnisse der Arbeiter in Großstädten gerichtet. Da gerade in den 1920er- und 1930er-Jahren die Industrialisierung der Sowjetunion in großem Stil vorangetrieben wurde, war es auch vielen Frauen zunehmend nicht möglich, sich in vollem Umfang um die Versorgung des Haushalts zu kümmern, weil sie wie ihre Männer in Fabriken arbeiteten. Gleichzeitig sah man den alten, patriarchalen Lebensstil als überholt an; eine Propagandakampagne der 1920er-Jahre rief gar dazu auf, der „Küchensklaverei“ ein Ende zu setzen und die Zubereitung des Mittagessens gänzlich der Gastronomie zu überlassen. Als Antwort auf diese Kampagne wurde im Jahr 1925 in der Stadt Iwanowo-Wosnessensk die erste Fabrik-Küche im damals weitverbreiteten konstruktivistischen Stil in Betrieb genommen. Nach Vorbild dieser ersten Fabrik-Küche entstanden bald landesweit ähnliche Gastronomie-Großbetriebe, darunter in Nischni Nowgorod, an der Baustelle des Dnjeprostroj-Kraftwerks, in Leningrad und seit 1929 auch in Moskau. Viele Fabrik-Küchen wurden von der Architektin Jekaterina Nikolajewna Maximowa gebaut.
Typischerweise wurden Fabrik-Küchen in industriell geprägten Stadtvierteln errichtet. Sie erfüllten nicht nur die eigentliche Funktion einer Kantine, sondern stellten auch fertiges Essen und Halbfabrikate für kleinere Werkskantinen sowie für den eigenen Werksverkauf her. Von der Produktionskapazität her war eine Fabrik-Küche einer gewöhnlichen Kantine, Mensa und ähnlichen Gastronomiebetrieben weit überlegen. Die Fabrik-Küche in der belarussischen Hauptstadt Minsk beispielsweise konnte bis zu 65.000 Fertiggerichte pro Tag herstellen und beschäftigte insgesamt 478 Arbeiter; ihre Speisesäle boten Platz für über 1000 Gäste gleichzeitig.
In der Spätsowjetzeit verloren die Fabrik-Küchen als Großbetriebe an Bedeutung gegenüber der Vorkriegszeit. Viele der früheren Fabrik-Küchen werden heute als Restaurants und Catering-Betriebe weitergeführt, wobei die großzügigen Bankettsäle für festliche Anlässe gemietet werden können.